# Fedezd fel Forrestert!
A Fedezd fel Forrestert! (eredeti cím: Finding Forrester) 2000-ben bemutatott amerikai filmdráma, amelyet Gus Van Sant rendezett. A főszerepben Sean Connery, F. Murray Abraham és Rob Brown. 
2000. december 1-jén mutatták be az Amerikai Egyesült Államokban. Magyarországon 2001. március 8-tól volt látható a mozikban.
A filmet jelölték az Arany Medvére a Berlini Nemzetközi Filmfesztiválon.

## Cselekmény
A tehetséges afroamerikai diák, Jamal Wallace Bronxban él és állami iskolába jár, amíg egy magániskola egy állami teszt után felfigyel rá. Ez idő alatt találkozik a visszahúzódó William Forresterrel. Forrester évtizedekkel korábban megírta a 20. század egyik legjelentősebb regényét, de azóta nem adott ki újabb könyvet.
Jamal és Forrester összebarátkoznak. Az író segít a diáknak kibontakoztatni irodalmi tehetségét. Jamal úgy ír szövegeket a gyakorláshoz, hogy Forrester szövegeinek címét és első bekezdését veszi át. Jamal egy ilyen szöveget nyújt be egy iskolai írásversenyre. Kiderül azonban, hogy Forrester eredeti szövege már évtizedekkel ezelőtt megjelent. Crawford professzor plágiummal vádolja meg Jamalt. Csak az eredeti szerző engedélye menthetné meg a felfüggesztéstől, de ehhez meg kellene szegnie ígéretét, hogy senkinek sem beszél Forresterrel való titkos barátságáról.
Jamal betartja az ígéretét. Bár Forrester évek óta nem hagyta el a lakását, Jamalt is meglepve megjelenik az iskolában, hogy maga tisztázza az ügyet. Forrester felolvas egy szöveget, mintha az övé lenne, mire Crawford professzor egyáltalán nem kételkedik Forrester zsenialitásában, és megkérdezi a látogatás okát. Forrester ekkor elmagyarázza, hogy Jamal a barátja, és hogy engedélyt adott neki a szövege használatára. Elmagyarázza továbbá, hogy az elhangzott szöveget maga Wallace írta, majd Crawford tiltakozása ellenére ezt a szöveget nyújtja be a versenyre. Crawford minden áskálódása ellenére Wallace-t felmentik a vádak alól, és elfogadják az esszéjét.
Forrester, akit Wallace új kalandokra biztat, régi otthonába, Skóciába utazik. Egy évvel később Wallace megkapja a hírt, hogy Forrester rákban meghalt. Forrester személyes hangvételű levélben köszöni meg Wallace-nak, hogy megmentette őt, és hogy segített neki visszatalálni az életbe. A levélhez mellékeli második regényének kéziratát is, azzal a kéréssel, hogy írja meg az előszót.

## Szereplők
| Szerep          | Színész           | Magyar hangja          |
| --------------- | ----------------- | ---------------------- |
| Forrester       | Sean Connery      | Kristóf Tibor          |
| Jamal           | Rob Brown         | Simonyi Balázs         |
| Crawford        | F. Murray Abraham | Végvári Tamás          |
| Claire          | Anna Paquin       | Nemes Takách Kata      |
| Terrell         | Busta Rhymes      | Rába Roland            |
| Ms. Joyce       | April Grace       | Bognár Gyöngyvér       |
| Coleridge       | Michael Pitt      | Szvetlov Balázs        |
| Dr. Spence      | Michael Nouri     | Sinkovits-Vitay András |
| Matthews        | Richard Easton    | Cs. Németh Lajos       |
| Massie          | Glenn Fitzgerald  | Welker Gábor           |
| Damon           | Lil Zane          | Minárovits Péter       |
| Steve Sanderson | Matt Damon        | Takátsy Péter          |

## Fogadtatás
A filmet általában jól értékelte a filmkritika. A Rotten Tomatoeson 74%-os minősítést ért el 129 értékelés alapján, az összefoglaló szerint: „A cselekmény kiszámíthatósága és a Good Will Huntinghoz való hasonlósága ellenére a Fedezd fel Forrestert! őszinte, szilárd érzéssel rendelkezik, és jó a kapcsolat Connery és Brown között.” Lisa Schwarzbaum az Entertainment Weekly-től azt írta: „Amikor a film közvetíti a fényt a diák és a tanár szemében abban a pillanatban, amikor a tudás megosztásra kerül, ez egy olyan történet, amelyet soha nem lehet elégszer elmondani.” Eric Harrison a Houston Chronicle-től azt írta: „Talán jobban működött volna a film, ha jobban próbálta volna ezeket a karaktereket élő, lélegző emberekké tenni, ahelyett, hogy a sztereotípiává vált, civakodó, furcsa párossá válnak.”
A MetaCriticen 62 pontot ért el a 100-ból 27 vélemény alapján. Roger Ebert úgy nyilatkozott: „A film középpontjában az öregember és a tinédzser közötti jelenetek állnak, és öröm nézni az 50. színészi évében járó Connery és az első szerepét játszó Brown közötti kapcsolatot.” Kim Morgan a The Oregoniantől azt írta: „A Fedezd fel Forrestert! olyan határozott sikert ér el, amiről csak kevés hollywoodi film álmodhat: Elképesztő és inspirálóan visszafogott.”
A film a Box Office Mojo szerint 80 millió dolláros bevételt szerzett, a költségvetésről nincs információ.

## Fontosabb díjak és jelölések
| Esemény                          | Díj                                                       | Eredmény |
| -------------------------------- | --------------------------------------------------------- | -------- |
| Berlini Nemzetközi Filmfesztivál | Arany Medve                                               | Jelölve  |
| Berlini Nemzetközi Filmfesztivál | Német Filmművészeti Ház Céhének díja                      | Elnyerte |
| 2001-es Young Artist-díjátadó    | Young Artist Award a legjobb családi filmnek              | Jelölve  |
| 2001-es Young Artist-díjátadó    | Young Artist Award a legjobb fiatal színésznek: Rob Brown | Elnyerte |